# تیم ملی بسکتبال زنان اسلوونی
تیم ملی بسکتبال زنان اسلوونی ( اسلوونیایی: Slovenska ženska košarkarska reprezentanca) نماینده اسلوونی در مسابقات بین‌المللی بسکتبال زنان است و توسط فدراسیون بسکتبال اسلوونی اداره می شود.